# أوبري دنيس
أوبري دنيس (27 مايو 1929 في جنوب أفريقيا - ) (بالإنجليزية: Aubrey Dennis)‏ هو لاعب كريكت جنوب أفريقي.

## وصلات خارجية
- أوبري دنيس على موقع إي آس بي آن كريك إنفو (الإنجليزية)